# Bryobia weyerensis
Bryobia weyerensis är en spindeldjursart som beskrevs av Alpheus Spring Packard 1889. Bryobia weyerensis ingår i släktet Bryobia och familjen Tetranychidae. Inga underarter finns listade.